# Bożurowo (obwód Szumen)
Bożurowo (bułg. Божурово) – wieś w Bułgarii, w obwodzie Szumen, w gminie Wyrbica. W 2024 roku liczyła 343 mieszkańców.

## Historia
Czitaliszte „Nowo wreme” powstało w 1958 roku z inicjatywy nauczyciela Ognjana Sokołowa, który był jednocześnie jego pierwszym bibliotekarzem. Pierwotnie mieścił się w domu prywatnym, ale w 1967 roku wybudowano oddzielny budynek, w którym mieściło się także kmetstwo i służba zdrowia. W 1996 roku czitaliszte zaprzestało działalności. W 2023 roku we wsi powstał meczet.